# Thýrio
Thýrio är en ort i Grekland.   Den ligger i prefekturen Nomós Aitolías kai Akarnanías och regionen Västra Grekland, i den centrala delen av landet, 260 km väster om huvudstaden Aten. Thýrio ligger 301 meter över havet och antalet invånare är 753.
Terrängen runt Thýrio är huvudsakligen kuperad, men åt nordost är den platt. Terrängen runt Thýrio sluttar norrut. Runt Thýrio är det ganska glesbefolkat, med 25 invånare per kvadratkilometer. Närmaste större samhälle är Vónitsa, 10,0 km nordväst om Thýrio. I omgivningarna runt Thýrio växer i huvudsak blandskog.